# Reggiana Hockey Club 1977
Questa voce raccoglie le informazioni riguardanti la Reggiana Hockey Club nelle competizioni ufficiali della stagione 1977.

## Maglie e sponsor
Lo sponsor ufficiale per la stagione 1977 fu il Maglificio Fauler.
| 1ª divisa |